# Referendum in Uzbekistan del 1995
Il referendum in Uzbekistan del 1995 si svolse il 26 marzo 1995 per proporre agli elettori la proroga del mandato del presidente in carica della Repubblica dell'Uzbekistan Islom Karimov fino al 2000. Questo fu uno dei tre referendum nazionali (insieme ai referendum del 1991 e del 2002) nella storia dell'Uzbekistan indipendente..
Alle elezioni hanno partecipato 11 milioni 245mila 248 persone, ovvero il 99,3% degli elettori. Secondo i risultati del referendum, secondo i dati ufficiali, la maggioranza assoluta (99,6%) dei votanti ha votato per la proroga del mandato del presidente in carica fino al 2000.

## Contesto

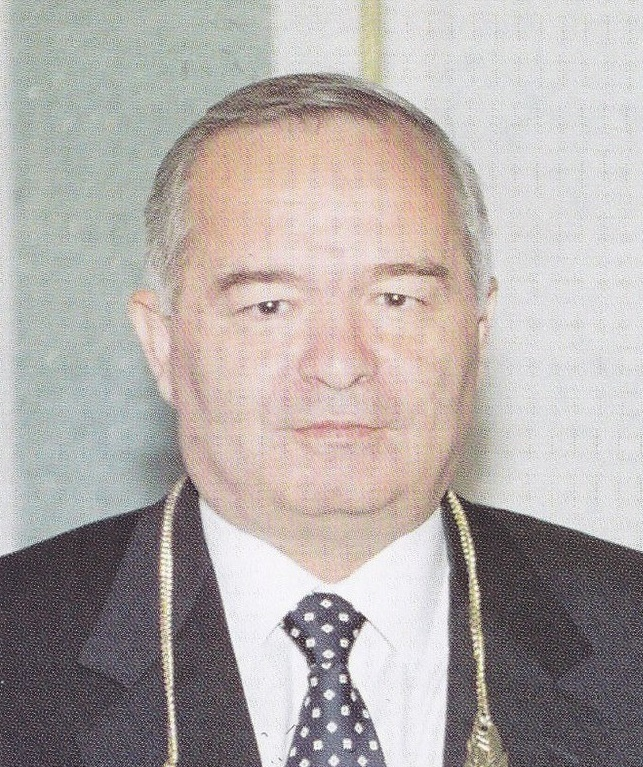
Islom Karimov

Islom Karimov fu al potere in Uzbekistan dal 23 giugno 1989, inizialmente come primo segretario del Comitato Centrale del Partito Comunista dell'Uzbeistan (come parte del PCUS), poi eletto presidente il 24 marzo 1990 dal Soviet Supremo della Repubblica Socialista Sovietica Uzbeka (facente parte dell'Unione Sovietica) su base incontrastata.
Dopo che l'Uzbekistan dichiarò l'indipendenza, il 29 dicembre 1991 si tennero le prime elezioni presidenziali nazionali nella storia dell'Uzbekistan, in cui secondo i dati ufficiali il presidente in carica Islom Karimov sconfisse il suo avversario dell'opposizione Muhammad Salih con l'87,1% dei voti.
Il mandato presidenziale di Islom Karimov  scadde nel dicembre 1996, ma a causa dell'instaurazione graduale di un regime autoritario nel Paese, della soppressione e dell'espulsione dell'opposizione reale, l'Assemblea suprema dell'Uzbekistan decise "a seguito di numerose richieste del popolo" di indire un referendum popolare per prolungare la durata dei poteri di Islom Karimov fino al 2000, posticipando così le elezioni presidenziali dal 1996 al 2000. Quando si tenne il referendum, Islom Karimov era alla guida dell'Uzbekistan da sei anni, dal 1989. Questa decisione fu criticata dai politici dell'opposizione uzbeka, alcuni dei quali costretti a lasciare il Paese e il resto perseguitato dalle forze dell'ordine, in prigione o sotto stretto controllo.

## Risultati
| Scelta                          | voti       | %    |
| ------------------------------- | ---------- | ---- |
| Sì                              | 11.199.415 | 99,6 |
| No                              | 40.617     | 0,4  |
| Schede bianche/nulle            | 4.996      | -    |
| Totale votanti                  | 11.245.248 | 100  |
| Elettori registrati / Affluenza | 11.319.447 | 99,3 |

## Reazioni
Gli osservatori internazionali durante il voto al referendum hanno notato numerosi casi del cosiddetto voto collettivo, quando una persona - di norma, il capofamiglia si è presentato al seggio con i passaporti dei suoi familiari e ha effettivamente votato per tutta la sua famiglia, sebbene ciò fosse inaccettabile per legge.
La comunità internazionale, tra cui l'Unione europea e gli Stati Uniti d'America, ha criticato il referendum per la mancanza di dibattito pubblico sulla legalità della consultazione, per l'indifferenza e il silenzio degli organi statali, che non hanno reagito criticamente alla decisione apparentemente incostituzionale di tenere il referendum. Ciò significava in realtà il loro tacito consenso a legittimare il regime autoritario di Islom Karimov e ad elaborare le prime basi per la sua presidenza praticamente permanente. Osservatori internazionali indipendenti dei paesi occidentali hanno riconosciuto il referendum come illegittimo, poiché era ovvio che fosse stato falsificato, ma hanno ammesso che nemmeno loro si aspettavano un tale "sostegno record". Politologi ed esperti indipendenti hanno notato che anche la stessa conduzione di un tale referendum è considerata di fatto un'usurpazione del potere.

## Conseguenze
Dopo l'esito positivo del referendum, il presidente Islom Karimov dichiarò pubblicamente che considerava questo referendum equivalente ad una rielezione per un secondo mandato presidenziale e che, in conformità con l'allora vigente Costituzione della Repubblica dell'Uzbekistan (che poneva il limite di due mandati consecutivi), non si sarebbe candidato per le successive elezioni presidenziali nel 2000. Tuttavia, con l'avvicinarsi delle elezioni presidenziali del 2000, la dichiarazione di Islom Karimov venne "dimenticata" sia dallo stesso presidente sia dai media e dai funzionari statali; in contrasto alla Costituzione, l'Oliy Majlis dell'Uzbekistan adottò una risoluzione speciale (ritenuta incostituzionale da esperti indipendenti, giuristi e politologhi) che autorizzò Islom Karimov a ricandidarsi anche alle elezioni del 2000, in cui ufficialmente ottenne il 91,09% dei voti a seguito di cui iniziò il suo terzo mandato presidenziale (senza contare il mandato presidenziale dal marzo 1990 al dicembre 1991).